# Templo de Der
O Templo de Der (el-Derr) ou Der é um éspeo ou templo egípcio cortado na rocha na Baixa Núbia. Foi construído durante a XIX dinastia pelo faraó Ramessés II (r. 1279–1213 a.C.). É o único templo cortado em rocha na Núbia que foi construído por este faraó na margem direita (ou leste) do Nilo e costumava ficar em Der. A posição única do templo "foi tavlez porque o rio em sua aproximação à curva de Corosco flui numa direção sudeste 'não natural'." A estrutura de Der foi conhecida na Antiguidade como "Templo de Riamsesse Meriamum [Ramessés II] no Domínio de Rá" e foi dedicado ao deus Rá-Haraqueti. Estudiosos discordam sobre a data precisa de construção: o egiptólogo francês Nicolas Grimal afirma que foi construído no trigésimo ano de Ramessés, presumivelmente para coincidir com seu primeiro jubileu real.
Em contraste, John Baines e Jaromir Malek escrevem que o templo "foi construído na segunda metade do reinado do rei", provavelmente porque seu "plano e decoração se assemelha ao Grande Templo de Abul-Simbel (menos as colossais estátuas sentadas contra a fachada)." Abul-Simbel foi construído entre o ano 24 e 31 do reinado de Ramessés. De acordo com Joyce Tyldesley, o Templo de Der foi construído por Setau, que é conhecido por ter servido como vice-rei de Cuxe entre os anos 38 a 63 do reinado deste faraó.

## Decoração e arquitetura
O templo é mais elaborado que o éspeo de Beitel Uáli e consistia numa sequência de dois salões hipostilos (talvez precedidos por um pátio e um pilone) que levavam a um santuário triplo onde um foi celebrado um culto às estátuas de Ramessés, Amom-Rá, Rá-Haraqueti e Ptá". Quando limpo e restaurado na modernidade, provou ter decorações de relevo excepcionalmente brilhantes e vivas que contrastaram nitidamente "com os tons de cores mais suaves" de outros templos egípcios. Em 1964, foi desmontado e transferido, juntamente com o Templo de Amada, para um novo local. Os primeiros viajantes visitaram o local original, e o próprio templo foi estudado e publicado pela primeira vez por Aylward Blackman em 1913.

## Galeria de fotos

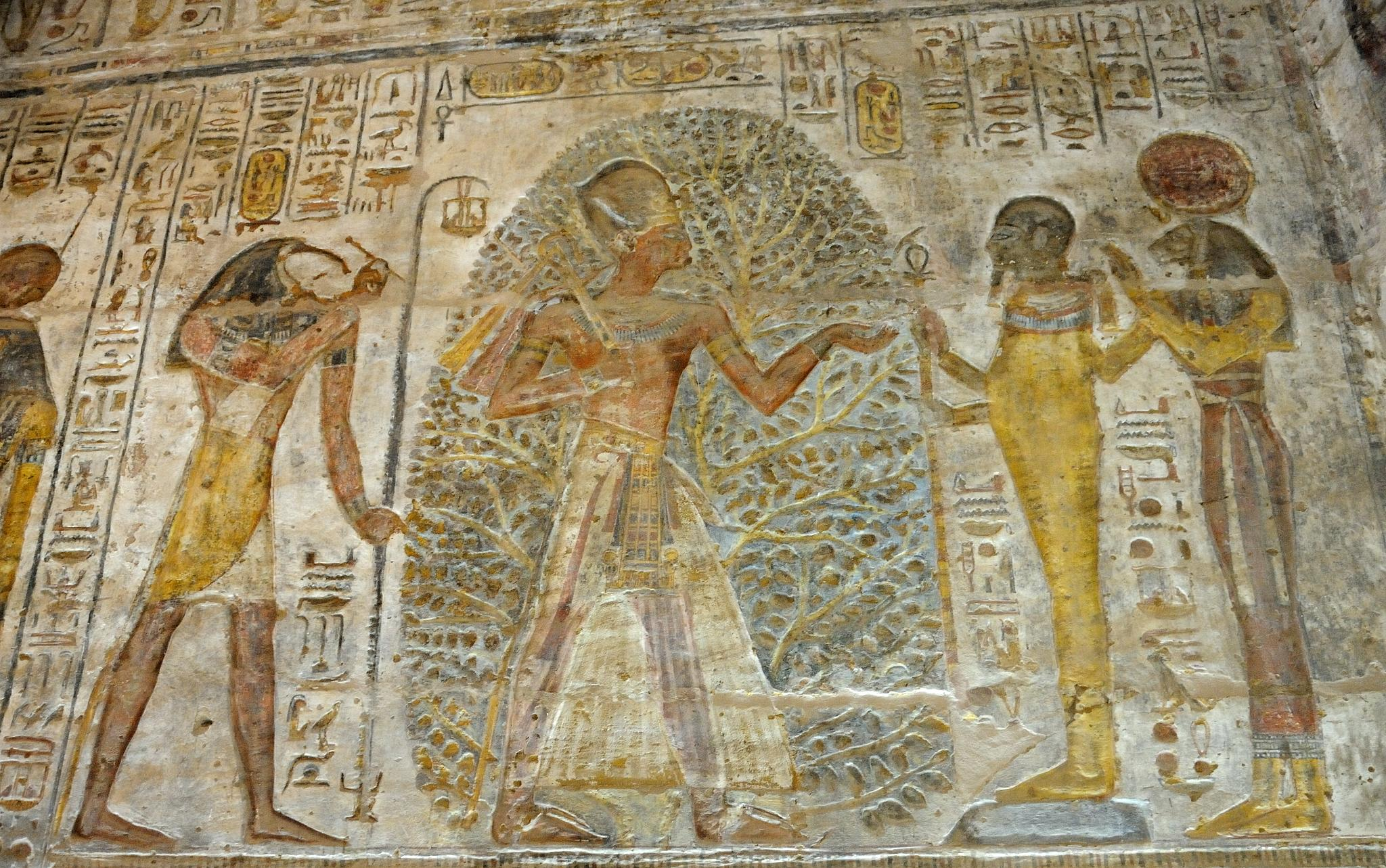
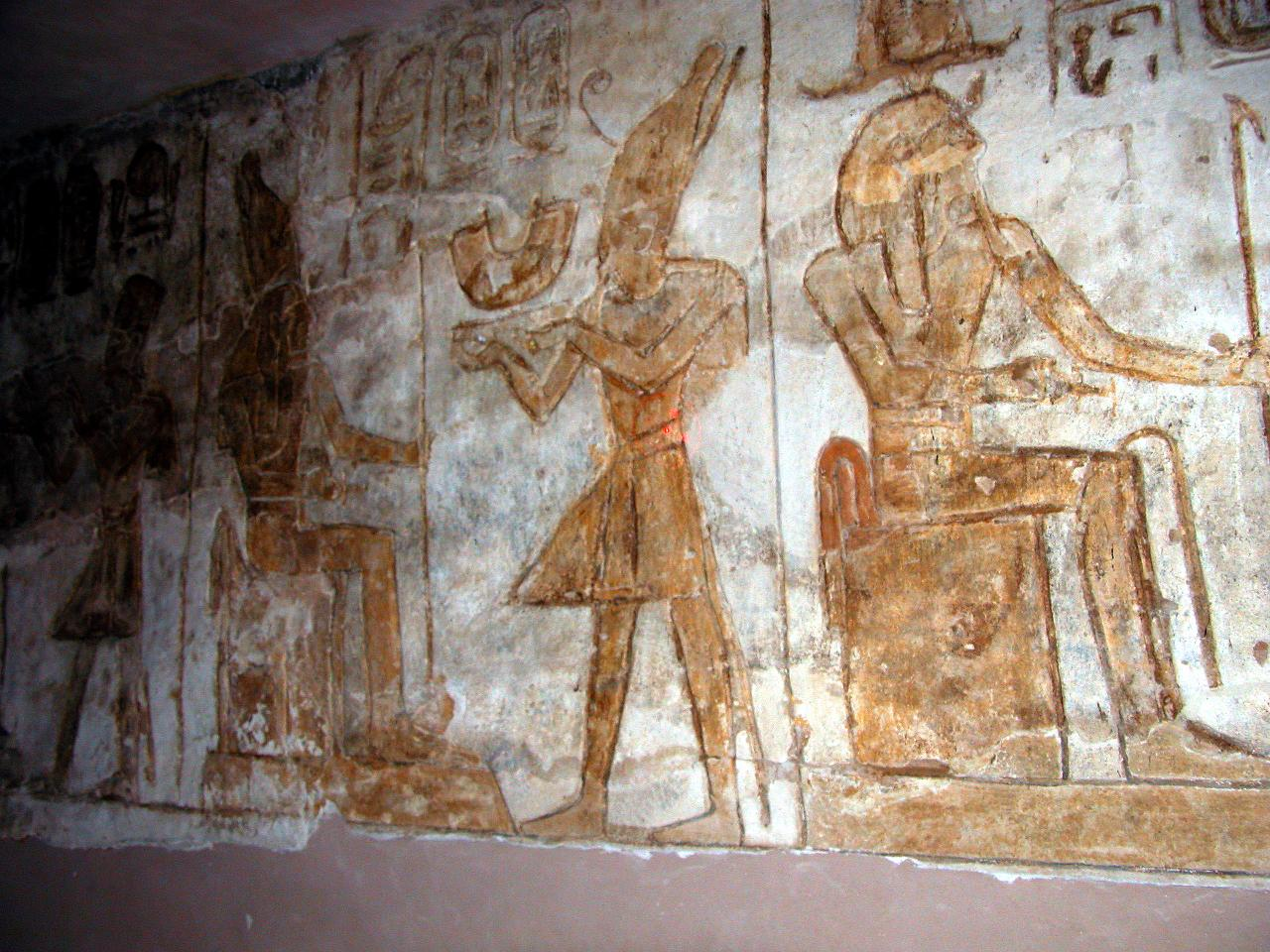
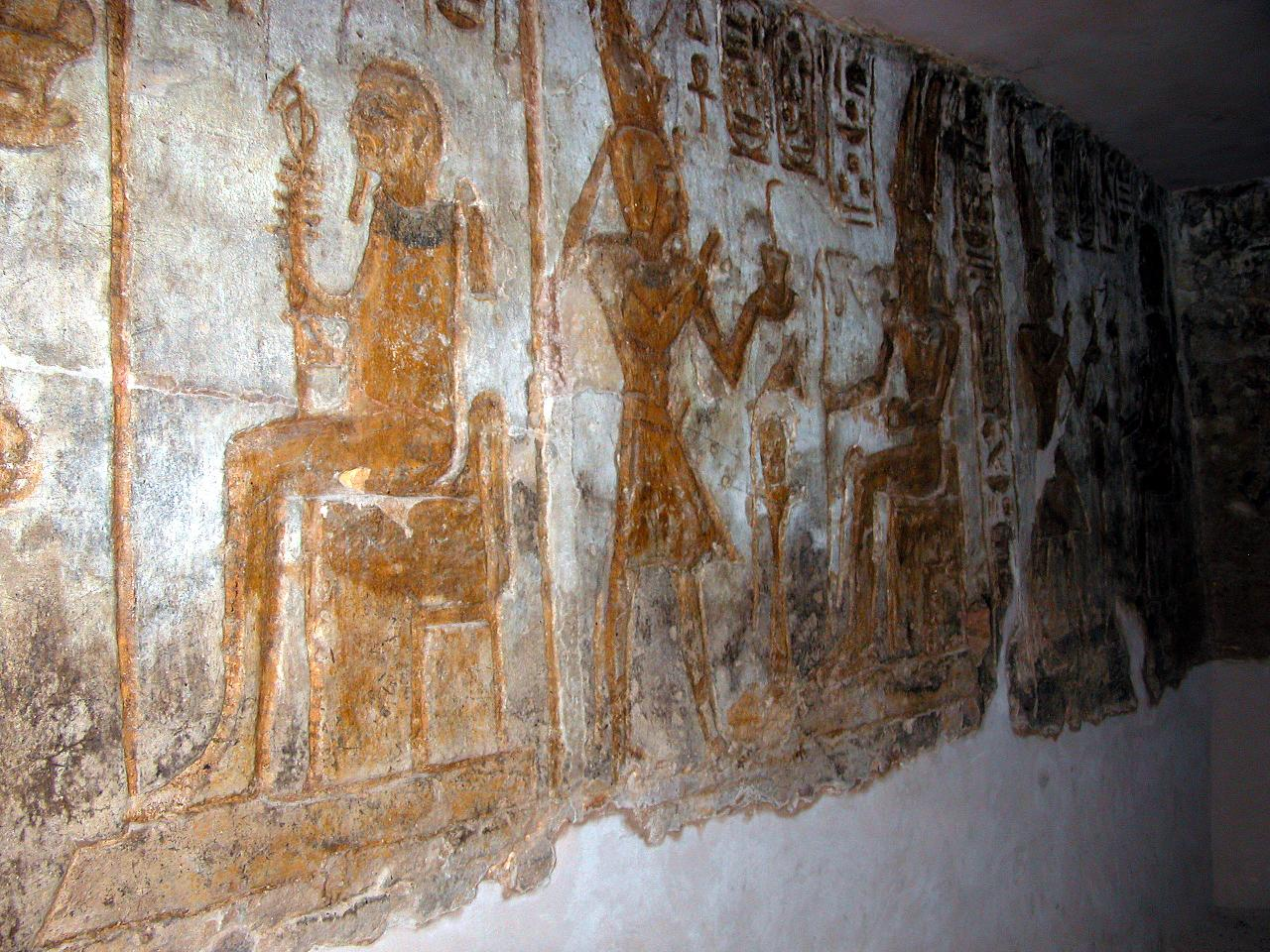
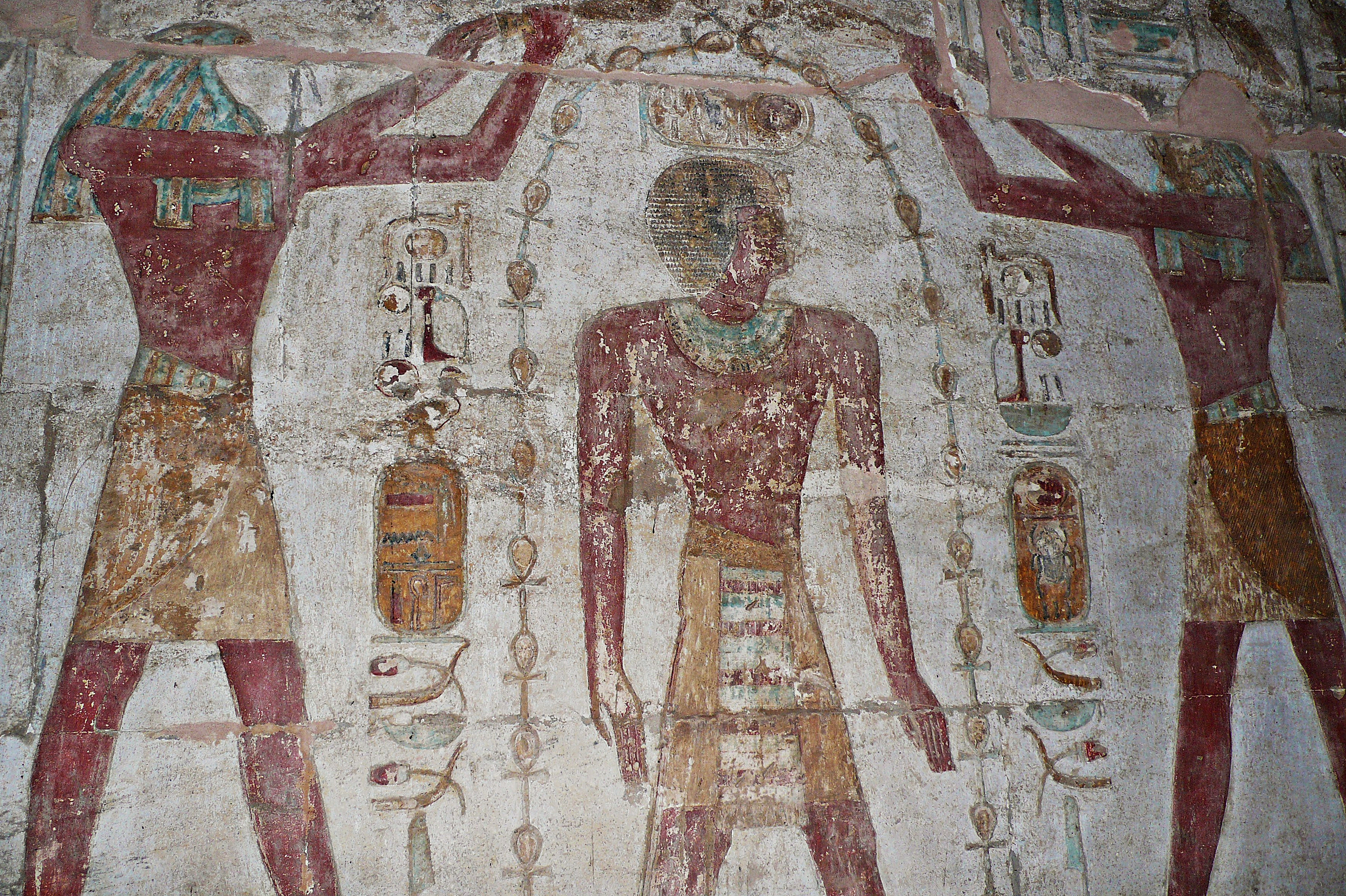